# Daniel Lavielle
Laurent Daniel Jean Lavielle (* 25. Juni 1880 in La Teste-de-Buch; † nach 1906) war ein französischer Kunstturner.

## Biografie
Daniel Lavielle aus Bordeaux nahm an den Olympischen Sommerspielen 1900 in Paris teil. Im Einzelmehrkampf belegte er den 21. Platz. Außerdem nahm er an den Olympischen Zwischenspiele 1906 teil.